# Marian-Gheorghe Cucșa
Marian-Gheorghe Cucșa (n. 17 februarie 1986) este un deputat român, ales în 2016. 